# Manfredo Tafuri
(Rafael Moneo, L'altra modernità. Considerazioni sul futuro dell'architettura, pag. 113)
Manfredo Tafuri (Roma, 4 novembre 1935 – Venezia, 23 febbraio 1994) è stato uno storico dell'architettura italiano.

## Biografia
Dopo la laurea lavorò presso lo studio Architetti e Urbanisti Associati, allievo di Ludovico Quaroni. Nel 1966 vinse la cattedra di Storia dell'Architettura a Palermo. Nel 1968 si trasferì presso l'Università IUAV di Venezia dove divenne direttore dell'Istituto di Storia. I suoi interessi storici, a cui ha dedicato tutta la vita, hanno spaziato dall'architettura rinascimentale all'architettura contemporanea. Nel contempo si impegnò attivamente nell'allora Partito Comunista Italiano. Ha insegnato, fino all'anno della sua morte, presso l'università veneziana.
È sepolto presso il cimitero acattolico di Roma.

## Opere
- Ludovico Quaroni e lo sviluppo dell'architettura moderna in Italia, Milano: Edizioni di Comunità, 1964
- L'architettura moderna in Giappone: 1ª edizione Cappelli 1964
- La cattedrale di Amiens, Firenze: Sadea/Sansoni, 1965
- L'architettura del Manierismo nel Cinquecento europeo, Roma: Officina, 1966
- Il concorso per i nuovi uffici della Camera dei Deputati: un bilancio dell'architettura italiana, Roma: Edizioni Universitarie Italiane, 1968
- Teorie e storia dell'architettura, Bari: Laterza, 1968
- Jacopo Sansovino e l'architettura del '500 a Venezia, Padova: Marsilio, 1969
- L'architettura dell'Umanesimo, Bari: Laterza, 1969
- Progetto e utopia: architettura e sviluppo capitalistico, Roma-Bari: Laterza, 1973
- Via Giulia: una utopia urbanistica del 500, con L. Salerno, L. Spezzaferro, Roma: Staderini, 1973
- Architettura contemporanea, con F. Dal Co, Milano: Electa, 1976
- La sfera e il labirinto: avanguardia e architettura da Piranesi agli anni '70, Torino: Einaudi, 1980
- Vittorio Gregotti: progetti e architetture, Milano: Electa, 1982
- L'armonia e i conflitti: la chiesa di San Francesco della Vigna nella Venezia del '500, con A. Foscari, Roma-Bari: Laterza, 1983
- Venezia e il Rinascimento: religione, scienza e architettura, Torino: Einaudi, 1985
- Storia dell'architettura italiana 1944-1985, Torino: Einaudi, 1986
- Ricerca del Rinascimento: principi, città, architetti, Torino: Einaudi, 1992
- Francesco di Giorgio architetto, a cura di Francesco Paolo Fiore e Manfredo Tafuri, Electa 1993
- Vittorio Gregotti: Progetti e architetture, Electa 1995
- Five architects N.Y., Officina Edizioni, 1998
- Dal progetto alla storia. Gli anni della critica e della nuova dimensione urbana, a cura di L. Skansi, Macerata: Quodlibet, 2022

La bibliografia completa di Manfredo Tafuri, ammontante a circa 400 titoli fra articoli, saggi in volumi collettanei, monografie e traduzioni, è online su una pagina web dedicata all'interno del sito della biblioteca dell'Università Iuav di Venezia

## Corsi universitari
All'università di Roma
1961-1962: “Il problema dei centri storici all’interno della nuova dimensione cittadina”. Corso parallelo di Composizione II del Prof. Saul Greco nella Facoltà di Architettura dell’Università di Roma, Valle Giulia.
“Teoria e critica nella cultura urbanistica italiana del dopoguerra”, Corso parallelo di Composizione II del Prof. Saul Greco nella Facoltà di Architettura dell’Università di Roma, Valle Giulia.
1963-64: Lezioni nel corso di Storia dell’Arte e dell’architettura del Prof. E. N. Rogers en la Facoltà di Architettura del politecnico di Milano, lezioni nel Corso di Composizione architettonica B, Prof. Ludovico Quaroni.
“L’Università: strutture e morfologie nella storia”, lezione del giorno 16/1/1964, Istituto di Architettura di Roma, corso di Composizione arcihtettonica B, Prof. Ludovico Quaroni.
1964-65: “La storia dell’architettura moderna alla luce dei problemi attuali”, Corso di Composizione architettonica II B, Prof. L. Quaroni.
1966-67: “La storia dell’architettura moderna alla luce dei problemi attuali”, Corso di Restauro dei monumenti, Facoltà di Architettura, Università di Palermo, Prof. M. Tafuri.
“Le strutture del linguaggio nella storia dell’architettura”, IUAV, Ciclo di lezioni La teoria della progettazione architettonica.
Corsi allo IUAV:
1967-68: “L’architettura moderna e il problema della storia”, Corso di Storia dell’arte e storia degli stili dell’Architettura 2. IUAV.
1968-69: “Le Corbusier”, Corso di Storia dell’arte e storia degli stili dell’Architettura 2.
1969-70: “Architettura, città e “piano” in America (1500-1970).
1970-71: “Avanguardie, architettura e città della Germania (1905-1933). La gestione socialdemocratica della città (1923-1933)”.
1971-72: “Avanguardie, città e pianificazione in Unione Sovietica (1917-1937)”.
1972-73: “Storia dell’ideologia antiurbana”.
1973-74: “Struttura e architettura nella città terziaria in America” (1850-1973).
1974-75: “Lo sviluppo urbano negli Stati Uniti” (1780-1974) e il problema dell’housing”.
1975-76: “Il grattacielo e la struttura della città terziaria in America e in Europa (1850-1975)”.
1976-77: “Avanguardia e architettura: le avventure del linguaggio nella città contemporanea”.
1977-78: “La Grande Vienna: dalla formazione del mito asburgico alla crisi dell’austromarxismo”.
1978-79: “Francesco Borromini e la crisi dell’universo umanistico”.
1979-80: “Le avventure dell’avanguardia”.
1980-81: “Giovanni Battista Piranesi” 1720-1778”.
1981-82: “Arti e architettura nella Venezia dell’umanesimo 1450-1509”.
1982-83: “Architettura e rinnovamento urbano nella Venezia del rinascimento. 1514-1554”.
1983-84: “Scienza, architettura e vita civile nella Venezia del secondo 500. 1556-1612”.
1984-85: “Arte e potere nel primo 500: Raffaello Sanzio”.
1985-86: “Giulio Romano, architetto e pittore”.
1986-87: “Donato Bramante 1444-1514”.
1987-88: “Architettura e religione, da Savonarola alla Controriforma 1494-1580”.
1988-89: “Giuliano da Sangallo e Jacopo Sansovino. Architettura e committenza fra XV e XVI secolo”.
1989-90: “Francesco di Giorgio Martini e Baldassare Peruzzi”.
1992-93: “Umanesimo e architettura: Leon Battista Alberti 1404-1472”.
1993-94: “Arte, politica e architettura nella Roma medicea 1513-1527. Dal mito dell’età dell'oro alla catastrofe del Sacco”.